# Seleção Egípcia de Voleibol Masculino

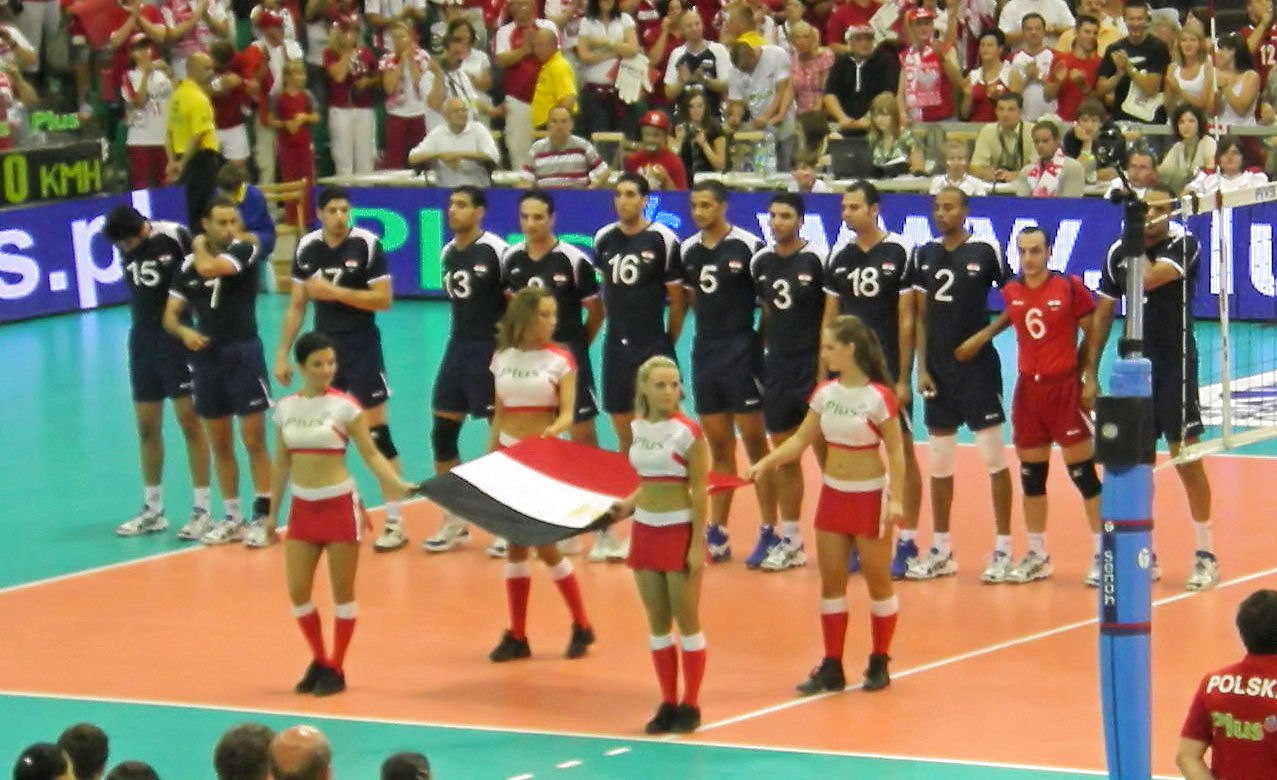
Seleção egípcia em 2008 pela Liga Mundial, em Poznań.

A seleção egípcia de voleibol masculino é uma equipe africana composta pelos melhores jogadores de voleibol do Egito. A equipe é mantida pela Federação Egípcia de Voleibol. Encontra-se na 20ª posição do ranking mundial da FIVB segundo dados de 24 de agosto de 2024.
Venceu o Campeonato Africano em nove oportunidades. Pode se considerar uma das melhores equipes africana na atualidade; foi também a primeira equipe africana a participar de uma Liga Mundial, em 2006.

## Resultados obtidos nos principais campeonatos

### Jogos Olímpicos
| Ano  | Sede           | Classificação |
| ---- | -------------- | ------------- |
| 1984 | Los Angeles    | 10º           |
| 2000 | Sydney         | 12º           |
| 2008 | Pequim         | 11º           |
| 2016 | Rio de Janeiro | 9º            |
| 2024 | Paris          | 12º           |

### Campeonato Mundial
| Ano  | Sede                | Classificação |
| ---- | ------------------- | ------------- |
| 1974 | México              | 17º           |
| 1978 | Itália              | 23º           |
| 1986 | França              | 14º           |
| 1998 | Japão               | 19º           |
| 2002 | Argentina           | 19º           |
| 2006 | Japão               | 21º           |
| 2010 | Itália              | 13º           |
| 2014 | Polónia             | 21º           |
| 2018 | Bulgária / Itália   | 20º           |
| 2022 | Eslovênia / Polónia | 19º           |

### Copa do Mundo
| Ano  | Sede  | Classificação |
| ---- | ----- | ------------- |
| 1977 | Japão | 11º           |
| 1985 | Japão | 8º            |
| 1995 | Japão | 11º           |
| 2003 | Japão | 12º           |
| 2007 | Japão | 11º           |
| 2011 | Japão | 12º           |
| 2015 | Japão | 10º           |

### Copa dos Campeões
| Ano  | Sede  | Classificação |
| ---- | ----- | ------------- |
| 2005 | Japão | 5º            |
| 2009 | Japão | 6º            |

### Liga das Nações
A seleção egípcia nunca participou da Liga das Nações.

### Challenger Cup
| Ano  | Sede  | Classificação |
| ---- | ----- | ------------- |
| 2024 | Linyi | 3º            |

### Liga Mundial
| Ano  | Sede           | Classificação |
| ---- | -------------- | ------------- |
| 2006 | Moscou         | 13º           |
| 2007 | Katowice       | 13º           |
| 2008 | Rio de Janeiro | 13º           |
| 2010 | Córdova        | 14º           |
| 2015 | Rio de Janeiro | 21º           |
| 2016 | Cracóvia       | 20º           |
| 2017 | Curitiba       | 24º           |

### Campeonato Africano
| Ano  | Sede        | Classificação |
| ---- | ----------- | ------------- |
| 1971 | Cairo       | 2º            |
| 1976 | Tunes       | 1º            |
| 1983 | Porto Saíde | 1º            |
| 1987 | Tunes       | 4º            |
| 1989 | Abidjã      | 3º            |
| 1991 | Cairo       | 3º            |
| 1993 | Argel       | 3º            |
| 1995 | Tunes       | 2º            |
| 1997 | Lagos       | 5º            |
| 1999 | Cairo       | 3º            |
| 2003 | Cairo       | 2º            |
| 2005 | Cairo       | 1º            |
| 2007 | Durban      | 1º            |
| 2009 | Tetuão      | 1º            |
| 2011 | Tânger      | 1º            |
| 2013 | Susa        | 1º            |
| 2015 | Cairo       | 1º            |
| 2017 | Cairo       | 2º            |
| 2019 | Tunes       | 4º            |
| 2021 | Quigali     | 3º            |
| 2023 | Cairo       | 1º            |

### Jogos Pan-Africanos
| Ano  | Sede        | Classificação |
| ---- | ----------- | ------------- |
| 1965 | Brazavile   | 1º            |
| 1973 | Lagos       | 1º            |
| 1978 | Argel       | 8º            |
| 1991 | Cairo       | 2º            |
| 1995 | Harare      | 2º            |
| 1999 | Joanesburgo | 3º            |
| 2003 | Abuja       | 2º            |
| 2007 | Argel       | 1º            |
| 2015 | Brazavile   | 1º            |
| 2019 | Rabat       | 3º            |
| 2023 | Acra        | 1º            |

### Jogos Pan-Arábicos
| Ano  | Sede    | Classificação |
| ---- | ------- | ------------- |
| 1997 | Beirute | 1º            |
| 2004 | Argel   | 1º            |
| 2007 | Cairo   | 3º            |
| 2011 | Doha    | 1º            |

### Jogos do Mediterrâneo
| Ano  | Sede       | Classificação |
| ---- | ---------- | ------------- |
| 1971 | Esmirna    | 5º            |
| 1975 | Argel      | 6º            |
| 1979 | Split      | 5º            |
| 1983 | Casablanca | 5º            |
| 2005 | Almería    | 1º            |
| 2013 | Mersin     | 5º            |
| 2018 | Tarragona  | 4º            |
| 2022 | Orã        | 8º            |

## Medalhas
| Evento                | Ouro | Prata | Bronze | Total |
| --------------------- | ---- | ----- | ------ | ----- |
| Jogos Olímpicos       | 0    | 0     | 0      | 0     |
| Campeonato Mundial    | 0    | 0     | 0      | 0     |
| Copa do Mundo         | 0    | 0     | 0      | 0     |
| Copa dos Campeões     | 0    | 0     | 0      | 0     |
| Liga Mundial          | 0    | 0     | 0      | 0     |
| Liga das Nações       | 0    | 0     | 0      | 0     |
| Challenger Cup        | 0    | 0     | 1      | 1     |
| Campeonato Africano   | 9    | 6     | 3      | 18    |
| Jogos Pan-Africanos   | 6    | 1     | 3      | 10    |
| Jogos Pan-Arábicos    | 3    | 0     | 1      | 4     |
| Jogos do Mediterrâneo | 1    | 0     | 0      | 1     |
| Total                 | 19   | 7     | 8      | 34    |

## Elenco atual
Atletas convocados para integrar a seleção egípcia no Campeonato Mundial de 2022.
Técnico:  Hassan Elhossary
| Camisa | Nome                        | Posição    | Altura (m) | Peso (kg) | Clube atual |
| ------ | --------------------------- | ---------- | ---------- | --------- | ----------- |
| 1      | Ahmed El Sayed              | levantador | 1,84       | 84        | Zamalek SC  |
| 5      | Abdelrahman Seoudy          | central    | 2,07       | 100       | Al-Ahly SC  |
| 6      | Mohamed Hassan              | líbero     | 1,93       | —         | —           |
| 8      | Abdelrahman Elhossiny Eissa | ponteiro   | 1,90       | —         | Al-Ahly SC  |
| 10     | Mohamed Masoud              | central    | 2,11       | 105       | Al-Ahly SC  |
| 11     | Mohamed Noureldin           | líbero     | 1,85       | 76        | Al-Ahly SC  |
| 12     | Hossam Abdalla              | levantador | 2,00       | 97        | Al-Ahly SC  |
| 13     | Mohamed Khater              | central    | 2,02       | 89        | —           |
| 15     | Ahmed Elkotb                | oposto     | 2,02       | 86        | Al-Ahly SC  |
| 17     | Reda Haikal                 | oposto     | 1,98       | 85        | —           |
| 18     | Ahmed Shafik                | ponteiro   | 1,90       | 89        | —           |
| 23     | Ahmed Omar                  | ponteiro   | —          | —         | —           |
| 25     | Mohamed Magdi Ali           | central    | —          | —         | —           |